# ニッポン大女優伝説
『ニッポン大女優伝説』（-だいじょゆうでんせつ）とは、TBS系列で不定期に放送されている特別番組である。

## 概要
名女優たちのエピソードを紹介する番組。

## 出演者
MC
- 中山秀征

アシスタント
- 出水麻衣（TBSアナウンサー）

ナレーター
- 杉本るみ
- 真地勇志

## ネット局

### 第1回
| 放送対象地域   | 放送局名                 | 系列    | 放送日時                          | 遅れ日数   |
| -------------- | ------------------------ | ------- | --------------------------------- | ---------- |
| 関東広域圏     | TBSテレビ (TBS)          | TBS系列 | 2011年3月10日 19時00分 - 20時54分 | 制作局     |
| 北海道         | 北海道放送 (HBC)         | TBS系列 | 2011年3月10日 19時00分 - 20時54分 | 同時ネット |
| 宮城県         | 東北放送 (TBC)           | TBS系列 | 2011年3月10日 19時00分 - 20時54分 | 同時ネット |
| 山形県         | テレビユー山形 (TUY)     | TBS系列 | 2011年3月10日 19時00分 - 20時54分 | 同時ネット |
| 福島県         | テレビユー福島 (TUF)     | TBS系列 | 2011年3月10日 19時00分 - 20時54分 | 同時ネット |
| 山梨県         | テレビ山梨 (UTY)         | TBS系列 | 2011年3月10日 19時00分 - 20時54分 | 同時ネット |
| 新潟県         | 新潟放送 (BSN)           | TBS系列 | 2011年3月10日 19時00分 - 20時54分 | 同時ネット |
| 長野県         | 信越放送 (SBC)           | TBS系列 | 2011年3月10日 19時00分 - 20時54分 | 同時ネット |
| 静岡県         | 静岡放送 (SBS)           | TBS系列 | 2011年3月10日 19時00分 - 20時54分 | 同時ネット |
| 富山県         | チューリップテレビ (TUT) | TBS系列 | 2011年3月10日 19時00分 - 20時54分 | 同時ネット |
| 石川県         | 北陸放送 (MRO)           | TBS系列 | 2011年3月10日 19時00分 - 20時54分 | 同時ネット |
| 愛媛県         | あいテレビ (ITV)         | TBS系列 | 2011年3月10日 19時00分 - 20時54分 | 同時ネット |
| 広島県         | 中国放送 (RCC)           | TBS系列 | 2011年3月19日 14時00分 - 16時00分 | 9日遅れ    |
| 福岡県         | RKB毎日放送 (RKB)        | TBS系列 | 2011年3月26日 9時30分 - 11時25分  | 16日遅れ   |
| 近畿広域圏     | 毎日放送 (MBS)           | TBS系列 | 2011年3月27日 12時54分 - 14時58分 | 17日遅れ   |
| 岩手県         | IBC岩手放送 (IBC)        | TBS系列 | 2011年3月31日 19時00分 - 20時54分 | 21日遅れ   |
| 中京広域圏     | 中部日本放送 (CBC)       | TBS系列 | 2011年4月2日 12時57分 - 15時00分  | 23日遅れ   |
| 鳥取県・島根県 | 山陰放送 (BSS)           | TBS系列 | 2011年4月9日 12時00分 - 13時54分  | 30日遅れ   |
| 沖縄県         | 琉球放送 (RBC)           | TBS系列 | 2011年4月20日 14時55分 - 16時53分 | 41日遅れ   |

### 第2回
| 放送対象地域   | 放送局名                 | 系列    | 放送日時                          | 遅れ日数   |
| -------------- | ------------------------ | ------- | --------------------------------- | ---------- |
| 関東広域圏     | TBSテレビ (TBS)          | TBS系列 | 2011年6月30日 19時00分 - 20時54分 | 制作局     |
| 山形県         | テレビユー山形 (TUY)     | TBS系列 | 2011年6月30日 19時00分 - 20時54分 | 同時ネット |
| 山梨県         | テレビ山梨 (UTY)         | TBS系列 | 2011年6月30日 19時00分 - 20時54分 | 同時ネット |
| 新潟県         | 新潟放送 (BSN)           | TBS系列 | 2011年6月30日 19時00分 - 20時54分 | 同時ネット |
| 長野県         | 信越放送 (SBC)           | TBS系列 | 2011年6月30日 19時00分 - 20時54分 | 同時ネット |
| 静岡県         | 静岡放送 (SBS)           | TBS系列 | 2011年6月30日 19時00分 - 20時54分 | 同時ネット |
| 富山県         | チューリップテレビ (TUT) | TBS系列 | 2011年6月30日 19時00分 - 20時54分 | 同時ネット |
| 石川県         | 北陸放送 (MRO)           | TBS系列 | 2011年6月30日 19時00分 - 20時54分 | 同時ネット |
| 近畿広域圏     | 毎日放送 (MBS)           | TBS系列 | 2011年6月30日 19時00分 - 20時54分 | 同時ネット |
| 岡山県・香川県 | 山陽放送 (RSK)           | TBS系列 | 2011年6月30日 19時00分 - 20時54分 | 同時ネット |
| 広島県         | 中国放送 (RCC)           | TBS系列 | 2011年6月30日 19時00分 - 20時54分 | 同時ネット |
| 愛媛県         | あいテレビ (ITV)         | TBS系列 | 2011年6月30日 19時00分 - 20時54分 | 同時ネット |
| 長崎県         | 長崎放送 (NBC)           | TBS系列 | 2011年6月30日 19時00分 - 20時54分 | 同時ネット |
| 熊本県         | 熊本放送 (RKK)           | TBS系列 | 2011年6月30日 19時00分 - 20時54分 | 同時ネット |
| 鹿児島県       | 南日本放送 (MBC)         | TBS系列 | 2011年6月30日 19時00分 - 20時54分 | 同時ネット |
| 岩手県         | IBC岩手放送 (IBC)        | TBS系列 | 2011年7月10日 14時00分 - 15時54分 | 10日遅れ   |
| 北海道         | 北海道放送 (HBC)         | TBS系列 | 2011年8月6日 14時03分 - 16時00分  | 37日遅れ   |
| 福岡県         | RKB毎日放送 (RKB)        | TBS系列 | 2011年8月14日 14時00分 - 16時00分 | 45日遅れ   |

### 第3回
| 放送対象地域   | 放送局名                 | 系列    | 放送日時                           | 遅れ日数   |
| -------------- | ------------------------ | ------- | ---------------------------------- | ---------- |
| 関東広域圏     | TBSテレビ (TBS)          | TBS系列 | 2011年10月11日 19時00分 - 21時48分 | 制作局     |
| 北海道         | 北海道放送 (HBC)         | TBS系列 | 2011年10月11日 19時00分 - 21時48分 | 同時ネット |
| 青森県         | 青森テレビ (ATV)         | TBS系列 | 2011年10月11日 19時00分 - 21時48分 | 同時ネット |
| 岩手県         | IBC岩手放送 (IBC)        | TBS系列 | 2011年10月11日 19時00分 - 21時48分 | 同時ネット |
| 宮城県         | 東北放送 (TBC)           | TBS系列 | 2011年10月11日 19時00分 - 21時48分 | 同時ネット |
| 山形県         | テレビユー山形 (TUY)     | TBS系列 | 2011年10月11日 19時00分 - 21時48分 | 同時ネット |
| 福島県         | テレビユー福島 (TUF)     | TBS系列 | 2011年10月11日 19時00分 - 21時48分 | 同時ネット |
| 山梨県         | テレビ山梨 (UTY)         | TBS系列 | 2011年10月11日 19時00分 - 21時48分 | 同時ネット |
| 新潟県         | 新潟放送 (BSN)           | TBS系列 | 2011年10月11日 19時00分 - 21時48分 | 同時ネット |
| 長野県         | 信越放送 (SBC)           | TBS系列 | 2011年10月11日 19時00分 - 21時48分 | 同時ネット |
| 静岡県         | 静岡放送 (SBS)           | TBS系列 | 2011年10月11日 19時00分 - 21時48分 | 同時ネット |
| 富山県         | チューリップテレビ (TUT) | TBS系列 | 2011年10月11日 19時00分 - 21時48分 | 同時ネット |
| 石川県         | 北陸放送 (MRO)           | TBS系列 | 2011年10月11日 19時00分 - 21時48分 | 同時ネット |
| 中京広域圏     | 中部日本放送 (CBC)       | TBS系列 | 2011年10月11日 19時00分 - 21時48分 | 同時ネット |
| 近畿広域圏     | 毎日放送 (MBS)           | TBS系列 | 2011年10月11日 19時00分 - 21時48分 | 同時ネット |
| 鳥取県・島根県 | 山陰放送 (BSS)           | TBS系列 | 2011年10月11日 19時00分 - 21時48分 | 同時ネット |
| 岡山県・香川県 | 山陽放送 (RSK)           | TBS系列 | 2011年10月11日 19時00分 - 21時48分 | 同時ネット |
| 広島県         | 中国放送 (RCC)           | TBS系列 | 2011年10月11日 19時00分 - 21時48分 | 同時ネット |
| 山口県         | テレビ山口 (tys)         | TBS系列 | 2011年10月11日 19時00分 - 21時48分 | 同時ネット |
| 愛媛県         | あいテレビ (ITV)         | TBS系列 | 2011年10月11日 19時00分 - 21時48分 | 同時ネット |
| 高知県         | テレビ高知 (KUTV)        | TBS系列 | 2011年10月11日 19時00分 - 21時48分 | 同時ネット |
| 福岡県         | RKB毎日放送 (RKB)        | TBS系列 | 2011年10月11日 19時00分 - 21時48分 | 同時ネット |
| 長崎県         | 長崎放送 (NBC)           | TBS系列 | 2011年10月11日 19時00分 - 21時48分 | 同時ネット |
| 熊本県         | 熊本放送 (RKK)           | TBS系列 | 2011年10月11日 19時00分 - 21時48分 | 同時ネット |
| 大分県         | 大分放送 (OBS)           | TBS系列 | 2011年10月11日 19時00分 - 21時48分 | 同時ネット |
| 宮崎県         | 宮崎放送 (MRT)           | TBS系列 | 2011年10月11日 19時00分 - 21時48分 | 同時ネット |
| 鹿児島県       | 南日本放送 (MBC)         | TBS系列 | 2011年10月11日 19時00分 - 21時48分 | 同時ネット |
| 沖縄県         | 琉球放送 (RBC)           | TBS系列 | 2011年10月11日 19時00分 - 21時48分 | 同時ネット |

### 第4回
| 放送対象地域   | 放送局名                 | 系列    | 放送日時                          | 遅れ日数   |
| -------------- | ------------------------ | ------- | --------------------------------- | ---------- |
| 関東広域圏     | TBSテレビ (TBS)          | TBS系列 | 2012年4月10日 19時00分 - 21時48分 | 制作局     |
| 北海道         | 北海道放送 (HBC)         | TBS系列 | 2012年4月10日 19時00分 - 21時48分 | 同時ネット |
| 青森県         | 青森テレビ (ATV)         | TBS系列 | 2012年4月10日 19時00分 - 21時48分 | 同時ネット |
| 岩手県         | IBC岩手放送 (IBC)        | TBS系列 | 2012年4月10日 19時00分 - 21時48分 | 同時ネット |
| 宮城県         | 東北放送 (TBC)           | TBS系列 | 2012年4月10日 19時00分 - 21時48分 | 同時ネット |
| 山形県         | テレビユー山形 (TUY)     | TBS系列 | 2012年4月10日 19時00分 - 21時48分 | 同時ネット |
| 福島県         | テレビユー福島 (TUF)     | TBS系列 | 2012年4月10日 19時00分 - 21時48分 | 同時ネット |
| 山梨県         | テレビ山梨 (UTY)         | TBS系列 | 2012年4月10日 19時00分 - 21時48分 | 同時ネット |
| 新潟県         | 新潟放送 (BSN)           | TBS系列 | 2012年4月10日 19時00分 - 21時48分 | 同時ネット |
| 長野県         | 信越放送 (SBC)           | TBS系列 | 2012年4月10日 19時00分 - 21時48分 | 同時ネット |
| 静岡県         | 静岡放送 (SBS)           | TBS系列 | 2012年4月10日 19時00分 - 21時48分 | 同時ネット |
| 富山県         | チューリップテレビ (TUT) | TBS系列 | 2012年4月10日 19時00分 - 21時48分 | 同時ネット |
| 石川県         | 北陸放送 (MRO)           | TBS系列 | 2012年4月10日 19時00分 - 21時48分 | 同時ネット |
| 中京広域圏     | 中部日本放送 (CBC)       | TBS系列 | 2012年4月10日 19時00分 - 21時48分 | 同時ネット |
| 近畿広域圏     | 毎日放送 (MBS)           | TBS系列 | 2012年4月10日 19時00分 - 21時48分 | 同時ネット |
| 鳥取県・島根県 | 山陰放送 (BSS)           | TBS系列 | 2012年4月10日 19時00分 - 21時48分 | 同時ネット |
| 岡山県・香川県 | 山陽放送 (RSK)           | TBS系列 | 2012年4月10日 19時00分 - 21時48分 | 同時ネット |
| 広島県         | 中国放送 (RCC)           | TBS系列 | 2012年4月10日 19時00分 - 21時48分 | 同時ネット |
| 山口県         | テレビ山口 (tys)         | TBS系列 | 2012年4月10日 19時00分 - 21時48分 | 同時ネット |
| 愛媛県         | あいテレビ (ITV)         | TBS系列 | 2012年4月10日 19時00分 - 21時48分 | 同時ネット |
| 高知県         | テレビ高知 (KUTV)        | TBS系列 | 2012年4月10日 19時00分 - 21時48分 | 同時ネット |
| 福岡県         | RKB毎日放送 (RKB)        | TBS系列 | 2012年4月10日 19時00分 - 21時48分 | 同時ネット |
| 長崎県         | 長崎放送 (NBC)           | TBS系列 | 2012年4月10日 19時00分 - 21時48分 | 同時ネット |
| 熊本県         | 熊本放送 (RKK)           | TBS系列 | 2012年4月10日 19時00分 - 21時48分 | 同時ネット |
| 大分県         | 大分放送 (OBS)           | TBS系列 | 2012年4月10日 19時00分 - 21時48分 | 同時ネット |
| 宮崎県         | 宮崎放送 (MRT)           | TBS系列 | 2012年4月10日 19時00分 - 21時48分 | 同時ネット |
| 鹿児島県       | 南日本放送 (MBC)         | TBS系列 | 2012年4月10日 19時00分 - 21時48分 | 同時ネット |
| 沖縄県         | 琉球放送 (RBC)           | TBS系列 | 2012年4月10日 19時00分 - 21時48分 | 同時ネット |

## スタッフ
2011年10月放送分
- 構成：シマダ秀樹、利光宏治、松村智規、鈴木三世、松原秀
- TM：金澤健一
- TD：南賢治
- CAM：大蔵聡
- VE：後藤静香
- 音声：田村真紀
- 照明：加藤由美子
- 美術P／美術デザイナー：三須明子
- 美術制作：大木章子
- 装置：相良比佐夫
- 操作：今野貴司
- 装飾：森田琴衣
- 電飾：西田和正、小林賢次
- アクリル装飾：渡邊卓也
- 幕装飾：宮崎昭雄
- 活花装飾：菊地起矢
- 衣裳：岡崎貴子
- 持道具：岩本美徳
- 床山：細野一郎
- ヘアーメイク：佐々木彩
- 編集・MA：OMNIBUS JAPAN
- CGデザイン：木村郁也（ドラゴンブーピクチャーズ）
- 音効：大久保吉久（ヴェントゥオノ）
- 技術協力：スウィッシュ・ジャパン、共同テレビジョン
- 編集協力：東京オフラインセンター
- リサーチ：ライターズ・オフィス
- 宣伝：安倍由美
- TK：鈴木裕恵
- デスク：高木亜美
- 編成：坂田栄治
- AP：国部有紀、米村まどか、佐々木亜季実／福島千紘、山本希恵
- AD：小水流綾香、土屋慶明、宮浦理紗、吉田由佳、大川太郎、木下玄、山田文哉、神岡里美
- ディレクター：青木章浩、内田潔、山本健太郎、足立達哉、山際梨紗
- プロデューサー：栄次崇之、喜瀬川恵子、首藤光典、早瀬志都加／大滝功
- 総合演出：立澤哲也
- チーフプロデューサー：大久保竜
- 制作協力：極東電視台
- 製作著作：TBS

## その他特記事項
- 第1回・第2回はローカルセールス枠のため全国ネットにはならなかったが、第3回の放送でネットワークセールス枠での放送となり、全国ネットになった。